# Chiesa di San Gabriele Arcangelo (Cheremule)
La chiesa di San Gabriele Arcangelo è un edificio religioso situato a Cheremule, centro abitato della Sardegna nord-occidentale. Consacrata al culto cattolico è sede dell'omonima parrocchia e fa parte dell'arcidiocesi di Sassari.
Edificata nel XVI secolo in forme gotico-aragonese presenta un'aula mononavata sulla quale si affacciano piccole cappelle laterali. Termina col presbiterio con volte a crociera nel quale spicca un altare ligneo riccamente intagliato in stile barocco.

## Bibliografia

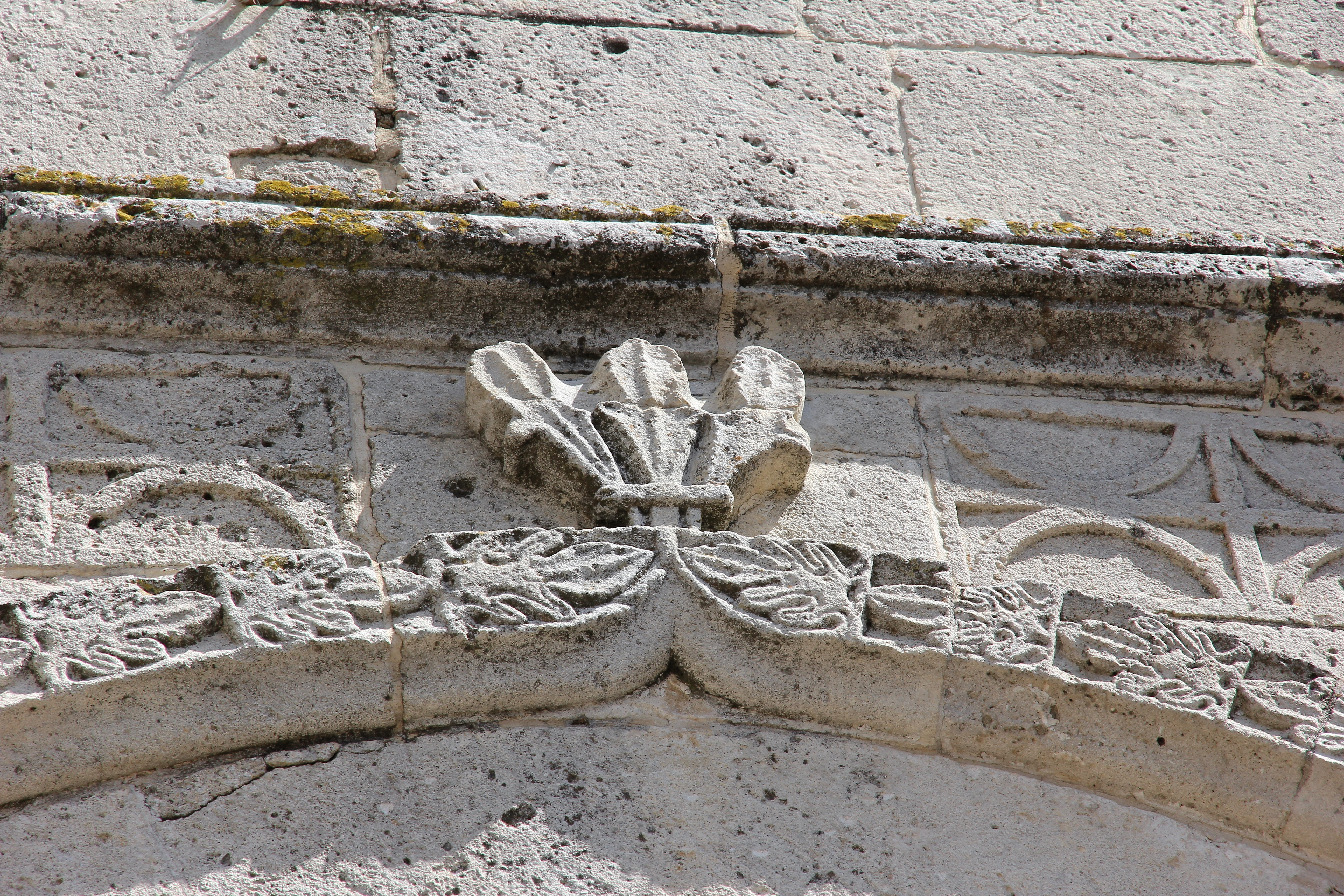